# Löpsingen
Löpsingen (Rieser Schwäbisch Löpse) ist ein Gemeindeteil der Großen Kreisstadt Nördlingen im schwäbischen Landkreis Donau-Ries in Bayern. Das Pfarrdorf befindet sich nahezu im Zentrum des Nördlinger Rieses.

## Geschichte
Löpsingen wurde im Güterverzeichnis des Klosters Fulda aus dem 8. Jahrhundert erstmals erwähnt.
Durch Bischof Heinrich II. von Augsburg (1047 bis 1063) kamen um die Mitte des 11. Jahrhunderts Güter in Löpsingen an die bischöfliche Kirche in Augsburg. Heinrichs Nachfolger Embriko wendete die bischöflichen Besitzungen in Löpsingen seinem Domkapitel zu. Der Besitz des Augsburger Domkapitels im Ort umfasste den Meierhof, 13 Huben und den Kirchensatz. Diese Besitzungen unterstanden seit spätestens 1200 der Vogtei der Grafen von Oettingen. Diesen gelang es im Laufe der Zeit, den Einfluss des Domkapitels weitgehend zurückzudrängen und die Dorfherrschaft über den gesamten Ort an sich zu bringen. Der Ort unterstand dem Oberamt Alerheim. 1806 fiel Löpsingen mit der Mediatisierung des Fürstentums Oettingen-Wallerstein an das Königreich Bayern.
Während des Zweiten Weltkriegs wurden Häftlinge vom Zuchthaus Kaisheim gezwungen in einer Munitionsfabrik in Löpsingen zu arbeiten.
Im Zuge der Gemeindegebietsreform wurde Löpsingen am 1. Januar 1973 in die Stadt Nördlingen eingemeindet.

## Baudenkmäler

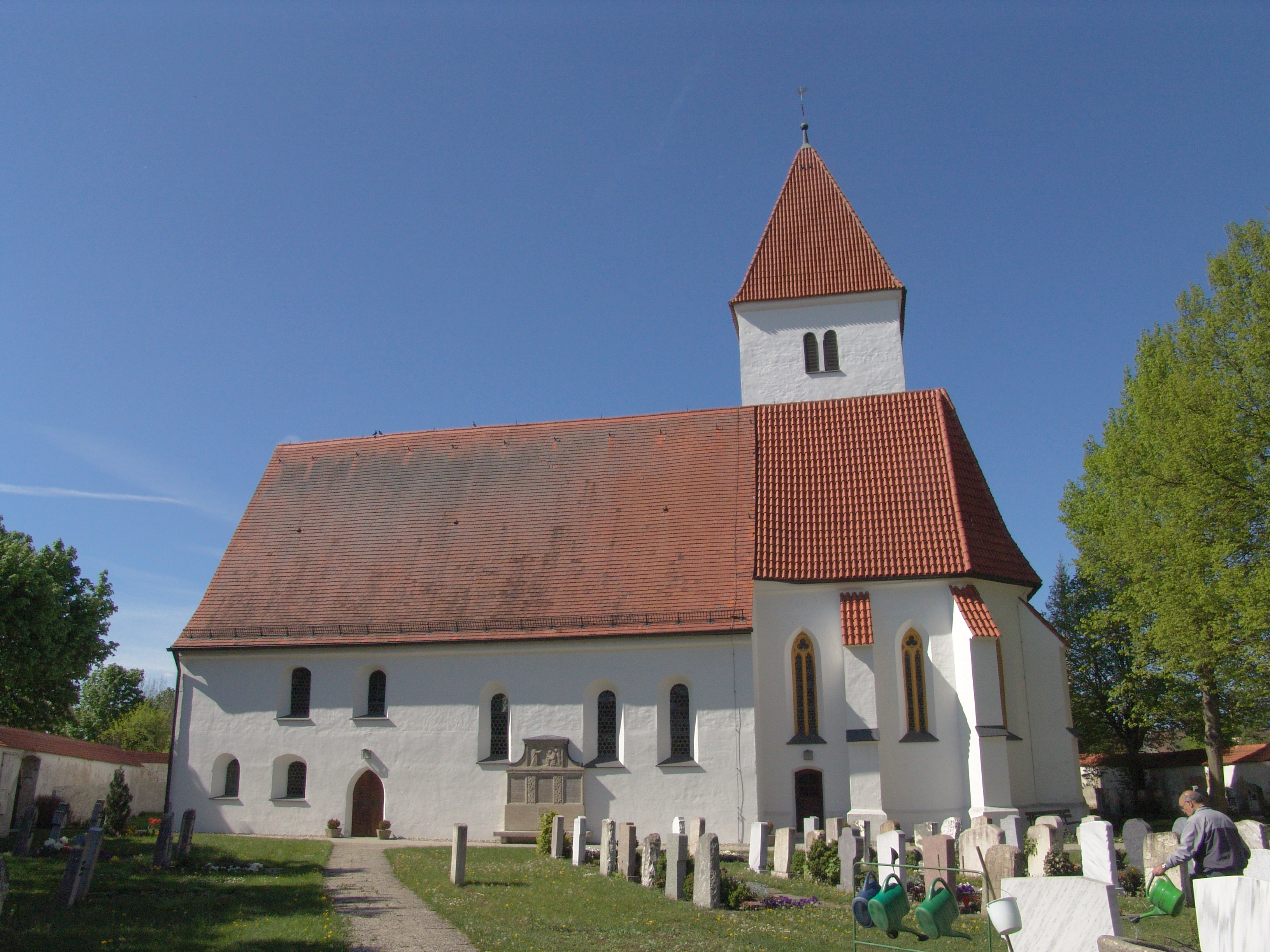
Kirche St. Michael

Löpsingen hat zwei Kirchen: die evangelische St. Michaelskirche (Chor um ca. 1260, Schiff Ende des 15. Jahrhunderts) und die katholische Filialkirche St. Pius (aus dem Jahre 1965), die zur Pfarrei St. Martin in Deiningen gehört. Während die evangelische Michaelskirche den Ortskern prägt, liegt St. Pius im Neubaugebiet am südöstlichen Ortsrand.

## Persönlichkeiten
- Gottlob Haußleiter (1857–1934), evangelisch-lutherischer Theologe, Missionsinspektor und Hochschullehrer